# ماري إليزابيث زاكشيفسكا
ماري إليزابيث زاكشيفسكا (6 سبتمبر 1829 – 12 مايو 1902) طبيبة بولندية، حققت شهرةً بصفة طبيبة أنثى رائدة في الولايات المتحدة الأميركية. كونها مواطنةً ألمانية، وجدت نفسها مهتمةً بالطب كثيرًا بعد مساعدتها لوالدتها، التي كانت تعمل قابلة. اشتُهرت بتأسيسها لمشفى نيو إينجلند للنساء والأطفال، فتحت مجالًا للكثير من النساء اللاتي كنّ مهتمات بمجال الطب وزودتهنّ بفرص تعليم عمليّة. أسست أول مدرسة عامة لتدريب الممرضات في أمريكا داخل مشفى نيو إينجلند. ساهمت مسيرتها ومثابرتها في تخفيف رهبة فكرة المرأة العاملة في مجال الطب.

## نشأتها
خلال آخر تقسيم لبولندا، هرب لودفيغ مارتِن زاكشيفسكا مع زوجته، كارولين فريدريك ويلهيلمينا أوربان إلى برلين، ألمانيا، بعد أن خسر الكثير من أرضه لصالح السلطة الروسية. وبعد استقرارهما في حياتهما الجديدة في ألمانيا، وُلدت ماري إليزابيث في 6 سبتمبر، 1823. كانت الابنة البِكر بين ستة أطفال. كانت ماريا زاكشيفسكا طفلة لامعة وتفوقت في المدرسة الابتدائية. أظهرت خصالًا توضح أنها طالبة استثنائية. وكان مدرسوها يثنون على نجاحها الكبير في المدرسة. لم ينوِ والدها السماح لها بمتابعة الدراسة بعد سنوات التعليم الأساسي. وتركت زاكشيفسكا المدرسة في عمر الثالثة عشر.
بعد الانتقال إلى برلين، عمل لودفيغ زاكشيفسكا بدايةً بصفة موظف في الجيش ثم موظفًا في الحكومة في السنوات اللاحقة. عندما خسر موقعه في الحكومة أُجبر على العودة إلى الجيش، الأمر الذي أعاد عائلته إلى الفقر. في سنوات الأزمة، انتسبت والدة ماري إلى المدرسة الحكومية للقابلات في برلين. وعندما أصبحت مزاولة والدتها للمهنة ناجحةً، رافقتها ماري أثناء جولاتها على مريضاتها. تلقّت زاكشيفسكا دروسًا في الرواية واحتفظت بسجلاتٍ لهذه التجارب في مذكراتها. كانت تقرأ أيّ كتاب طبي يقع تحت يديها. أخذ اهتمام زاكشيفسكا بمجال التمريض يتزايد وفي النهاية قررت أن تصبح قابلة.
قدمت زاكشيفسكا طلب انتساب للمدرسة الحكومية للقابلات، مشفى رويال تشاريتيه في برلين. تقدمت في عمر التاسعة عشر ومجددًا في عمر العشرين، لتُواجَه برفضٍ متكرر. تأثر د. جوزيف شميدت وهو أحد مدرسي المدرسة بإصرارها. افتُتن بزاكشيفسكا عندما شاهدها تعمل مع والدتها. بعد تقديم عدة طلبات، قُبلت زاكشيفسكا في المدرسة بعد أن ضمن لها د. شميدت مكانًا. كانت أصغر أنثى التحقت بها، الأمر الذي جعل وجودها مُلاحظًا جدًا في الفصل الدراسي. بغض النظر عن العقبات التي واجهتها، تفوقت على زملائها في الفصل وتخرجت في عام 1851. كان د. شميدت متأثرًا بنجاح زاكشيفسكا، حتى أنه حاول تعيينها رئيسةً للقابلات برتبة أُستاذةٍ في الكلية. لم تشغل امرأةٌ هذا المنصب قبلًا، وبدأ الجدل يحيط بهذا التعيين. اعتقد كثيرون أن إحاطة الرجال بها ستدفعها للوقوع في الحب، الأمر الذي سيؤدي إلى إنهاء مسيرتها المهنية. وبرغم التحديات، تسلّمت زاكشيفسكا المنصب في عمر الثانية والعشرين. كانت مسؤولةً عن أكثر من مئتين من التلامذة ومن بينهم رجال. توفّي مرشد زاكشيفسكا بعد ساعات قليلة فقط من توليها المنصب. و دون دعم د. شميدت لدورها بصفة رئيسة قابلات، قادت الاحتجاجات إلى إعفائها المبكر بعد ستة أشهر فحسب في منصبها.

## انتقالها إلى أميريكا
بعد استقالتها من منصب رئيسة قابلات مشفى رويال تشاريتيه في برلين ودراستها للطب فيه، انطلقت زاكشيفسكا إلى أمريكا لتبدأ حياة جديدةً مع أختها، آنّا زاكشيفسكا، تاقت ماري إلى إيجاد فرص لممارسة الطب بصفتها أنثى في أمريكا. وصلت ماري واختها إلى نيويورك عام 1853. بعد التواصل مع طبيب صديق للعائلة، أدركت أن الإناث الطبيبات يواجهن عقباتٍ كثيرة في الولايات المتحدة. كان من الصعب على ماري أن تجد عملًا بصفة مساعدة لطبيب ذكر، أو تأسيس عملها الخاص. كان رصيد الأختين زاكشيفسكا في اضمحلال، وقبلتا العمل في خياطة الصوفيّات الموشاة بغيةَ النجاة. كانتا تبيعان أعمالهما الصوفية في السوق وتكسبان ما مقداره دولارًا واحدًا في اليوم.
رغم أن عملها كان في ازدهار، لم تستطع زاكشيفسكا منع نفسها عن التوق لحياةٍ تقضيها في ممارسة الطب. وبعد عام من وصولها إلى نيويورك، زارت منزل من لا أصدقاء لهم، الذي اشتُهر بدعمه للمهاجرين. وكان ذلك المكان الذي تعرفت فيه على د. إليزابيث بلاكويل، أول امرأة تحصّل شهادةً جامعية في الطب من جامعةٍ أُسست حصريًا للرجال. كانت زاكشيفسكا متحمسةً للقاء قرينة امرأة تشاركها شغفها للطب. ودُعيت للانضمام إلى طاقم عمل مستوصف بلاكويل.
رتبت بلاكويل دخول زاكشيفسكا إلى مدرسة الطب بجامعة كيس وسترن ريسرف التي كانت متميزة بقبولها للطالبات الإناث. ومع قبولها اضطرت إلى تعلم الإنجليزية بشكل أفضل. عندما كانت تتحضر للانتقال غربًا من أجل المدرسة، واجهت المزيد من العقباتٍ. كانت واحدة من أربعة نساء فحسب من بين مئتي طالب في مدرسة الطب. لم يُرد أحد مشاركة غرفة مع طبيبة أنثى، لذا رتبت بلاكويل سكنًا مؤقتًا في منزل كارولين سيفيرانس. لاقاها الرجال في الحرم الجامعي باشمئزاز وعدائية. والتمسوا من المؤسسة رفض تسجيل النساء بعد الفصل الشتوي. لكنها حصلت على شهادتها الطبية في شهر مارس من عام 1856 في عمر السابعة والعشرين بصرف النظر عن الدرب الحافل بالمطبات.
بعد تلقيها شهادتها الطبية، عادت إلى نيويورك للبحث عن عمل. رغم صعوبة إيجادها عملًا بصفة أخصائية توليد، كانت تأمل أن بحثها سيكون أسهل بوجود الشهادة. ولكن سرعان ما اكتشفت أن ذلك لا يشكل فارقًا بالنسبة لأنثى. تلقى ظهورها بصفة سيدة طبيبة نظرات ازدراء، ونُبذت بسرعة من العامة. في النهاية، استخدمت إليزابيث بلاكويل الردهة الخلفية لمنزلها كمكتب طبيب، وعلقت زاكشيفسكا لوح الطبيب الخشبي على بابها للمرة الأولى. نتيجةً للنبذ والعقبات المتكررة التي واجهت بلاكويل وزاكشيفسكا في ممارسة الطب، لمعت في رأسيهما فكرة إنشاء مشفى لتلبية احتياجات النساء والأطفال. سافرتا سويةً، وأقامتا الوقائع لجمع المال من أجل فكرتهما الضخمة. في 1 مايو، 1857، أصبح مشفى نيويورك للنساء والأطفال قيد العمل. وبحلول عام 1859، وقف مشفى نيويورك على أرضية صلبة من الرصيد والعدد الكبير من المرضى. بدأ اليوم العاديّ لزاكشيفسكا في الساعة 5.30 صباحًا ولم ينته حتى الساعة 11.30 مساءً.
سافرت زاكشيفسكا إلى بوسطن مع نمو سعيها إلى تحدٍ أكبر. وقعت بحب المدينة وعُرض عليها التعيين بصفة أستاذة جامعية في التوليد وأمراض النساء والأطفال، بالإضافة إلى الخدمة بصفة رئيسة برنامج سريري جديد في كلية الطب النسائية في بوسطن. وجدت زاكشيفسكا أن سكان بوسطن كانوا أكثر دعمًا للمرأة الطبيبة من الذين قابلتهم في نيويورك. وفي عام 1861، استقالت زاكشيفسكا من منصبها عندما أصر مؤسس الكلية، سامويل جورجي، على مخاطبة المتخرجات الإناث بصفة «طبيبة أنثى».

### مشفى نيو إينجلند للنساء والأطفال
كردة فعلٍ على العقبات الكثيرة التي واجهتها في حياتها، قررت زاكشيفسكا غوث النساء الطبيبات بطريقة أو بأخرى. آمنت أن النساء في حاجة ملحّة لمشفى لا يُرفضن فيه، ومنشآت للإرشادات السريرية، وقدرةً على ممارسة الطب. فتح مشفى نيو إينجلند للنساء والأطفال أبوابه في 1 يوليو، 1862. كانت أهداف هذه الكلية تزويد النساء بالعلاج الطبي من طبيبات من جنسهن، وتزويد النساء بالفرصة لاختبار التطبيق السريري للطب، وتدريب الممرضات. شدت نواياها ناحية إثبات أن النساء قادرات كالرجال تمامًا على إدارة مستشفى وممارسة الطب.
لم يكن مستشفى نيو إينجلند المستشفى الوحيد في بوسطن الذي قدم عناية للنساء والأطفال، لكنه كان متميزًا لأنه قدم تدريبًا سريريًا للطبيبات الإناث. بالنسبة لزاكشيفسكا، كانت دراسة المعلومات شيئًا، وتدريسها في فصل دراسي شيء آخر. العديد من الإناث كن يُحرمن فرصة ممارسة الطب من منظور عمليّ، والذي بنظر زاكشيفسكا هو المفتاح ليصبح الفرد طبيبًا استثنائيًا. كان أيضًا أول مشفى في بوسطن يقدم عناية بأمراض النساء والتوليد وأول مشفى في أمريكا يقدم مدرسة تدريب عام للممرضات. كانوا يقدمون أغلب عنايتهم للفقراء مجانًا أو بتكلفة قليلةٍ بفضل تبرعات داعميهم.
كبرَ طاقمها مع الوقت، وتضمن بعض الأطباء البارزين مثل د. ماري بونتام جاكوبي، لوسي إي. سيوول، د. أنيتا تينغ، ود. هينري إينغرسول باوديتش.

## روابط خارجية
- ماري إليزابيث زاكشيفسكا على موقع الموسوعة البريطانية (الإنجليزية)
- ماري إليزابيث زاكشيفسكا على موقع الموسوعة البريطانية (الإنجليزية)